# Exostethus brunneus
Exostethus brunneus är en skalbaggsart som beskrevs av Britton 1980. Exostethus brunneus ingår i släktet Exostethus och familjen Melolonthidae. Inga underarter finns listade i Catalogue of Life.